# Старый Медведь
Старый Медведь — деревня в Шимском районе Новгородской области России, входит в состав Медведского сельского поселения. Один из трёх одноимённых населённых пунктов региона.

## Население
| 1885 | 1907 | 1926 | 1940 | 2002 | 2010 |
| ---- | ---- | ---- | ---- | ---- | ---- |
| 805  | ↗847 | ↗850 | ↘500 | ↘314 | ↘235 |

## География
Деревня Старый Медведь расположена на западе Новгородской области, в центральной части Шимского района, по правому берегу реки Мшаги, примерно в 16,5 км к северо-западу от районного центра — рабочего посёлка Шимск. Ближайшие населённые пункты — село Медведь, деревни Взъезды и Раглицы.

## История
В 1885 году владельческая деревня Старый Медведь входила в состав Медведской волости Новгородского уезда Новгородской губернии, в ней было 159 дворов, проживало 805 человек, имелись часовня, две лавки и две ветряные мельницы.
В «Списке населённых мест Новгородской губернии» 1907 года — деревня Медведской волости при реке Мшаге, в 60 верстах от уездного города, 14 верстах от ближайшей железнодорожной станции и 1 версте от становой квартиры, приходской церкви и школы. В деревне было 160 жилых строений, проживало 847 жителей (406 мужчин, 441 женщина).
С 1927 по 1931 год деревня входила в состав Медведского района Ленинградской области РСФСР, с 1931 по 1935 год — в состав Новгородского района Ленинградской области, с 1935 по 1944 год — в состав Шимского района Ленинградской области, в 1944 году передана в Новгородскую область. Во время Великой Отечественной войны в период с 1 августа 1941 года по 31 января 1944 года деревня находилась под германской оккупацией.